# Spoorlijn 20 Hasselt - Maastricht
Spoorlijn 20 was een spoorlijn die, vanaf de splitsing Y Beverst aan de spoorlijn 34 vanaf Hasselt, naar Maastricht liep. De lijn is 17,2 km lang. De lijn werd in 2009 heropend na veel gelobby en een grote investering, maar werd in 2020 definitief geschrapt.

## Geschiedenis
De eerste plannen voor een spoorwegverbinding Hasselt - Maastricht - Aken dateerden van 1849. Begin 1853 werd bij Koninklijk Besluit de goedkeuring gegeven voor de bouw ervan op Belgisch grondgebied. De lijn Hasselt - Maastricht over Beverst en Lanaken werd aangelegd door de Aken-Maastrichtsche Spoorweg-Maatschappij (AM) die sinds 1853 het gedeelte Aken - Maastricht uitbaatte. In Hasselt werd eveneens een verbindingsbocht aangelegd naar de spoorlijn naar Landen. Op 1 oktober 1856 werd de spoorlijn in gebruik genomen en de AM nam ook de exploitatie ervan voor haar rekening.
Bij de aanleg van het Albertkanaal in 1930-1939 werd het oorspronkelijk rechte tracé tussen Eigenbilzen en Lanaken gewijzigd. Er kwam een dubbele boog en het spoor kruist sindsdien het Albertkanaal in Gellik over de spoorbrug bij Gellik.
Het deel tussen Beverst en Maastricht is op 4 april 1954 voor het personenvervoer en ten slotte op 24 november 1992 voor het goederenvervoer gesloten. Tussen Beverst en Munsterbilzen zijn de sporen op een paar restanten na opgebroken. Tussen Munsterbilzen en de brug over het Albertkanaal nabij Gellik zijn de sporen nog aanwezig. Tussen Munsterbilzen en Eigenbilzen wordt op deze sectie een railbike uitgebaat. Tussen de brug over het Albertkanaal bij Gellik en Lanaken zijn de sporen weer opgebroken.
Het gedeelte tussen Lanaken en Maastricht werd vanaf 2007 opgeknapt en heringebruikgenomen voor goederenvervoer. Strukton werkte onder andere mee aan deze revitalisering.
Bijzonderheid is, dat bij de aanleg voor het Nederlandse deel in Maastricht rekening gehouden moest worden met het leefgebied van de muurhagedis en de hazelworm, twee in Nederland zeer zeldzame diersoorten. Ook moest een monumentale spoorbrug over de Brusselseweg in Maastricht gerenoveerd worden. In juli 2009 was het gedeelte tussen Lanaken en Maastricht afgewerkt.
Op woensdag 8 juni 2011 reed er voor het eerst in jaren weer een trein over de spoorlijn tussen Maastricht en Lanaken. De trein was afkomstig uit Aken en reed via Maastricht naar Lanaken. Daar werd de trein op donderdag 9 juni 2011 geladen met 1200 ton zand. Vrijdag 10 juni 2011 vertrok de trein met 22 wagons naar Roemenië. In september 2016 werd de sluiting aangekondigd.
Volgens de Infrabel "Technische Netkaart" uitgave 01/01/2019 was het gedeelte Lanaken – grens "tijdelijk buiten dienst". Infrabel deed onderzoek in 2019 om de lijn mogelijk te openen voor het goederenverkeer. Na verschillende actoren bleek de lijn  "niet langer opportuun" en besliste Infrabel het doek definitief over de spoorlijn te laten vallen. In totaal was er 32 miljoen euro geïnvesteerd op een lijn waar slechts drie treinen over reden. Het geld werd bijeengebracht door Europa, de Vlaamse regering, de Nederlandse Spoorwegen, de provincies Limburg en de gemeenten Maastricht en Lanaken.

## Stations en gebouwen
Hieronder een overzicht van alle stations langs de lijn:
| Station               | Geopend | Gesloten | Huidig gebouw                                       |
| --------------------- | ------- | -------- | --------------------------------------------------- |
| Munsterbilzen         | 1856    | 1954     | geen                                                |
| Eigenbilzen           | 1856    | 1954     | geen                                                |
| Gellik                | 1899    | 1954     | geen, station gesloten tussen 1914-1921             |
| Lanaken               | 1856    | 1954     | geen, gebouw afgebrand in 2006 en gesloopt in 2010  |
| Maastricht Boschpoort | 1856    | 1954     | geen, gebouw afgebroken in 1955                     |
| Maastricht            | 1853    | -        | 1913, SS, 2e gebouw, uniek ontwerp van Van Heukelom |

## Mogelijke heropening
In 1984 werd een eerste poging ondernomen om spoorlijn 20 te heropenen voor passagiersvervoer, naast het nog steeds operationele goederenvervoer. Maar dit politieke akkoord werd nooit uitgevoerd.
De Vlaamse overheid en de Vlaamse vervoersmaatschappij De Lijn wilden de verbinding Maastricht - Lanaken - Diepenbeek - Hasselt in het kader van het Spartacusplan in de Vlaamse provincie Limburg ook weer in gebruik nemen voor verbetering van het openbaar vervoer, met behulp van sneltrams (lightrail). Hierdoor zou de reistijd tussen Maastricht en Hasselt, met tussenstops in Lanaken en Diepenbeek, teruggebracht kunnen worden van de huidige 61 minuten (met de bus) tot 27 minuten. Tot aan Diepenbeek zou de sneltramlijn het oude tracé van spoorlijn 20 en de spoorlijn Luik - Hasselt volgen. Tussen Diepenbeek en Hasselt zou een aparte sneltramlijn worden aangelegd langs de campus van de Universiteit Hasselt die dan via de binnenstad van Hasselt aan zou sluiten op het treinstation.
De kosten van het project zouden vooral besteed worden aan de opschoning en heraanleg van de resterende tien kilometer spoor tussen Lanaken en Beverst en de aanleg van de nieuwe tramlijn tussen Diepenbeek en Hasselt. De plannen gingen uit van een ingebruikname rond 2018 met een mogelijk bereik van 9.000 reizigers per dag.
Vanaf 1 augustus 2015 startte men op het traject Munsterbilzen en Gellik met railbike. De concessie werd afgesloten voor drie jaar, tot 2018, wanneer de sneltram zou gaan rijden. Door vertragingen werd de ingebruikname van de sneltram echter uitgesteld tot 2024.
Intussen is het Spartacusplan aangepast, eerst in Maastricht waar de spoorweg ontbonden werd en het kruisen van de tram over de Wilhelminabrug richting het Station van Maastricht onmogelijk bleek. Sinds 2019 is er ook weerstand in Hasselt. De tram zou hier door de Heilig-Hartwijk lopen, maar burgemeester Steven Vandeput zag liever een tracé langs de Grote Ring van Hasselt. Het uiteindelijke tracé bleef onzeker en voor moeilijkheden zorgen.
Op 23 mei 2022 heeft de Vlaamse Overheid besloten dat de sneltram er niet zal komen en wordt er gekeken naar een trambus met eigen busbaan die op lange termijn autonoom zou kunnen rijden. Het Belgische Rekenhof onderzocht de besluitvorming van de Vlaamse Overheid rond Lijn 1 van het Spartacusplan en herhaalde dat vrije busbanen over het hele traject niet mogelijk zouden zijn op middellange termijn, en wees erop dat de ambities rond hoogwaardig openbaar vervoer niet vervuld zullen worden in Limburg, wat leidt tot tijds- en reizigersverlies.
In november 2024 werd besloten dat de spoorbrug over de Maas in Maastricht, die de stad met Hasselt verbindt, gesloopt zou worden. De brug wordt namelijk niet langer gebruikt en een sloop zou de doorstroming van de Maas ten goede komen bij hevige regenval. Deze beslissing stuitte op weerstand in Vlaanderen omdat dit een eventuele reactivering van de spoorlijn Hasselt-Maastricht voorgoed onmogelijk zou maken. Sinds er twijfel is over een mogelijke trambus tussen Hasselt en Maastricht, wordt er in Vlaanderen politiek toch opnieuw gekeken naar het aanleggen van 8km ontbrekend spoor en een reactivering van spoorlijn 20. Vlaams minister van Omgeving Jo Brouns heeft aangegeven dat hij ook de juridische mogelijkheden onderzoekt om een afbraak tegen te houden. De Belgische gemeente Lanaken tekende verzet aan bij de Nederlandse Overheid om zo ook de gehoopte reactivering van de lokale spoorterminal niet in gevaar te brengen.

## Aansluitingen
In de volgende plaatsen is of was er een aansluiting op de volgende spoorlijnen:
Y Beverst
Spoorlijn 34 tussen Hasselt en Luik-Guillemnins
Maastricht
Spoorlijn 40 tussen Y Val Benoît en Maastricht
Spoorlijn tussen Aken en Maastricht
Spoorlijn tussen Maastricht en Venlo

## Afbeeldingen

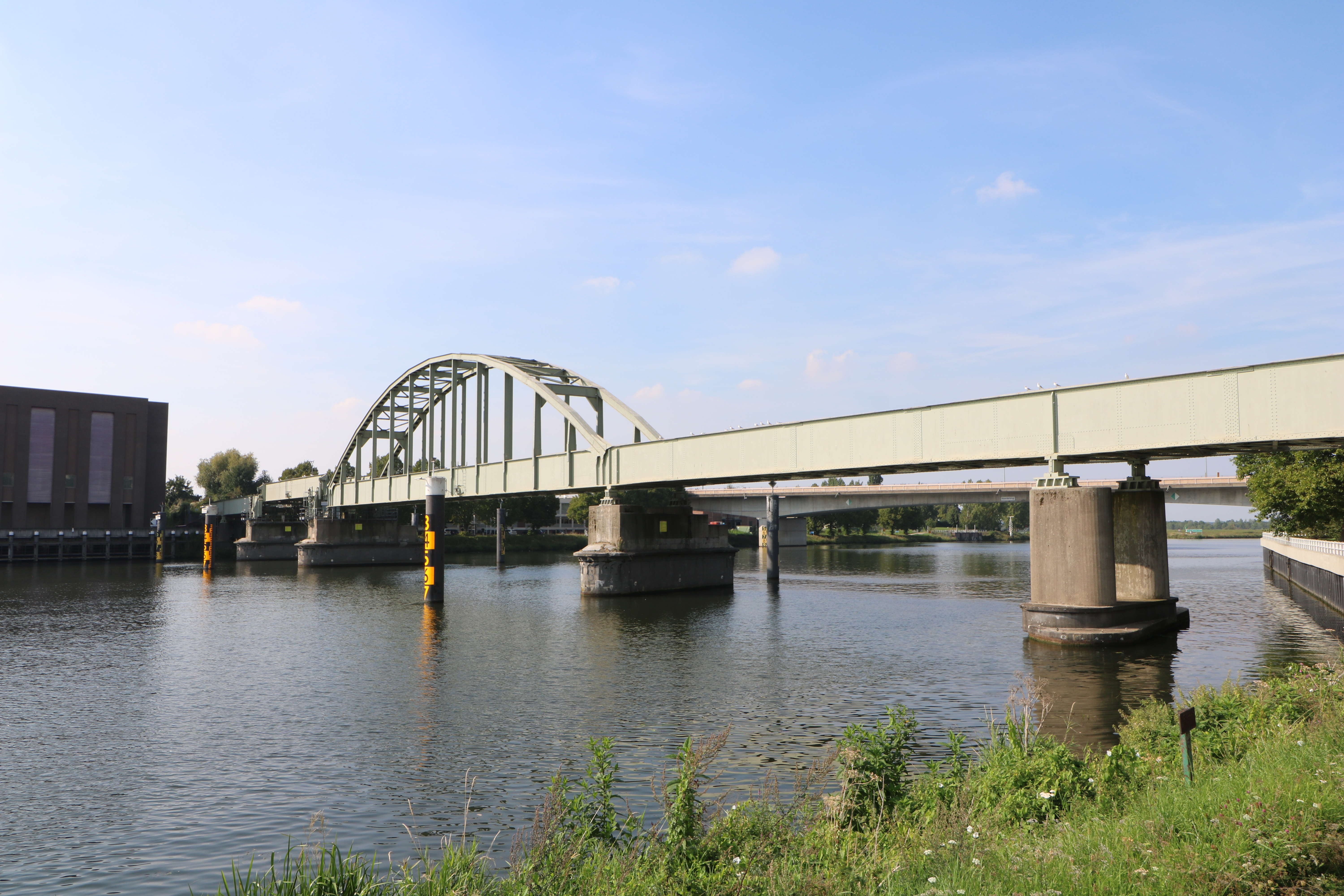
Spoorbrug over de Maas in Maastricht in de spoorlijn naar Hasselt
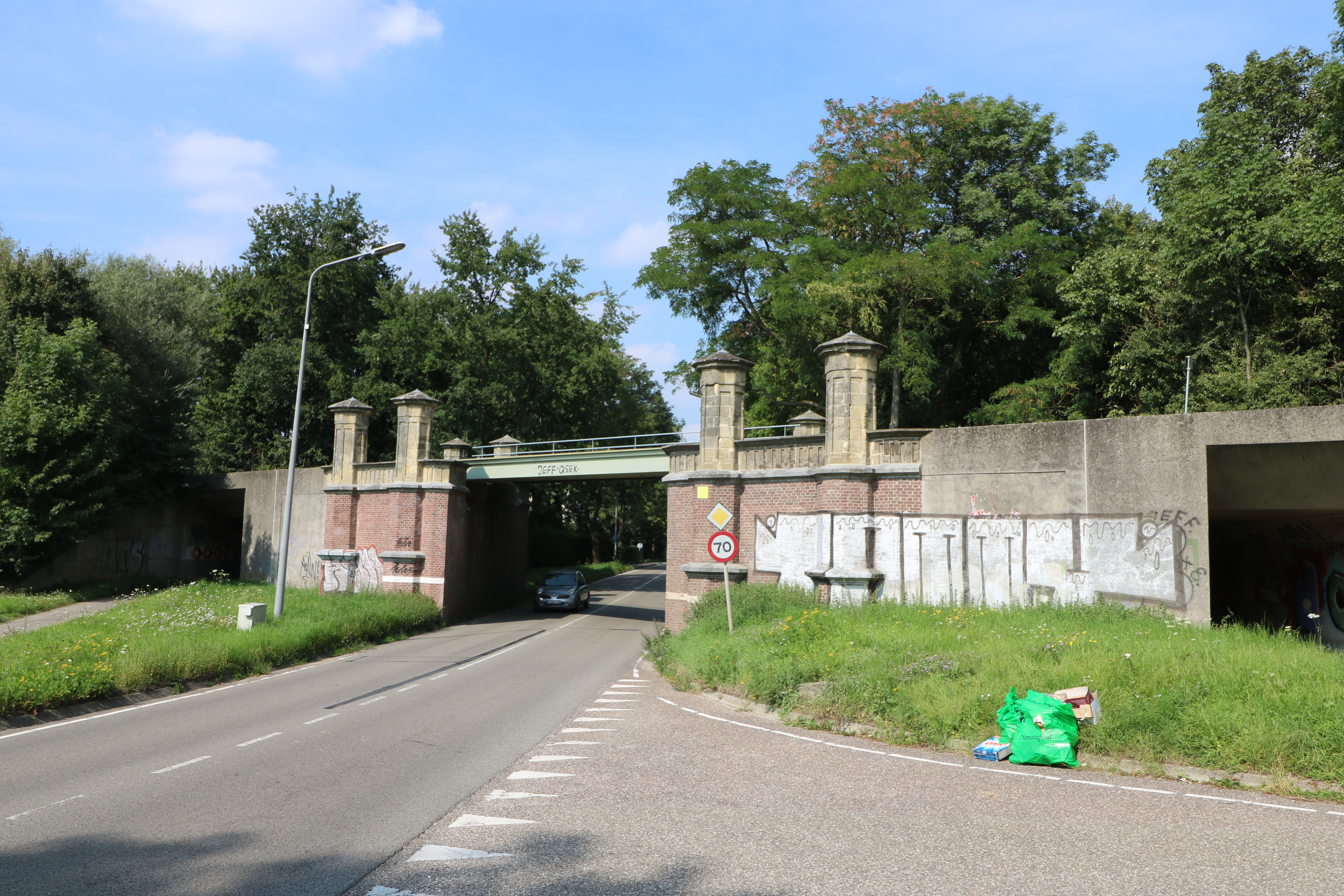
Viaduct in de spoorlijn naar Hasselt over de Brusselseweg in Maastricht